# 742 Edisona
Edisona (asteroide 742) é um asteroide da cintura principal com um diâmetro de 45,6 quilómetros, a 2,6523764 UA. Possui uma excentricidade de 0,119093 e um período orbital de 1 908,33 dias (5,23 anos).
Edisona tem uma velocidade orbital média de 17,16485739 km/s e uma inclinação de 11,21532º.
Este asteroide foi descoberto em 23 de Fevereiro de 1913 por Franz Kaiser.